# Nomia nasicana
Nomia nasicana är en biart som beskrevs av Cockerell 1911. Nomia nasicana ingår i släktet Nomia och familjen vägbin. Inga underarter finns listade i Catalogue of Life.